# Équipe de France de rugby à XV en 1960
L'équipe de France de rugby à XV, en 1960, dispute quatre matchs lors du tournoi des Cinq Nations. Elle dispute un match face à l'Italie puis un face à la Roumanie. Elle se rend ensuite en Argentine où elle affronte à trois reprises les Pumas.

## L'année du XV
Une nouvelle époque commence pour le XV de France après sa victoire (la première non partagée) dans le Tournoi 1959. En effet, un certain nombre des héros de 1958 (qui avait battu les Springboks chez eux) et 1959, quittent l'équipe. Le capitaine Lucien Mias prend sa retraite internationale. Robert Vigier, Jean Carrère font de même, tandis que Jean Barthe, Aldo Quaglio et Pierre Lacaze rejoignent des équipes de rugby à XIII . 
Cependant de nombreux cadres restent en place comme le troisième ligne François Moncla qui hérite du brassard de capitaine.
Trente joueurs ont été utilisés lors des 9 matchs de cette saison. Amédée Domenech et François Moncla ont joué tous les matchs.
Cette année marque aussi le retour sous le maillot bleu de Roger Martine qui avait manqué le Tournoi 1959. Michel Vannier revient lui aussi sur les terrains. Il était absent depuis sa terrible blessure à la cheville lors du match de 1958 contre l'Afrique du Sud. Il reprend le poste d'arrière laissé vacant par le départ de Lacaze et sera le meilleur marqueur de l'équipe en 1960 avec 40 points (17 transformations 1 pénalité et 1 drop) devant Pierre Albaladejo (20 points, 5 drops, 1 transformation et 1 pénalité).
Onze joueurs, (Guy Boniface, Jean de Grégorio, Jean-Pierre Saux, Jacques Rollet, Sylvain Meyer, Jean Othats, Michel Lacome, Roland Crancée, Roger Brethes et Raoul Barrière) obtiennent leur première sélection dans le XV de France.
Dernière apparition sous le maillot bleu de Lucien Rogé, (15 sél.) et Pierre Danos, (17 sél.) contre l'Angleterre ; d'Arnaud Marquesuzaa, (10 sél.) et de Pierre Dizabo, (13 sél.) contre l'Argentine.

### Le Tournoi des cinq Nations
voir Tournoi des cinq nations 1960 et La France dans le tournoi des cinq nations 1960
L'Équipe de France de rugby à XV termine le Tournoi des cinq nations 1960 invaincue et finit première à égalité avec l'Angleterre (7 points - 3 victoires et 1 match nul).
C'est le quatrième titre (le deuxième consécutif) pour le XV de France.
Pierre Albaladejo est le meilleur marqueur français du tournoi avec 11 points (dont 3 drops) face à l'Irlande ce qui lui vaudra le surnom de "Monsieur Drop".

### Les test-matchs
Après une victoire facile en Italie lors d'un match à sens unique (malgré la présence de bons joueurs dans le pack italien), les Français se font surprendre à Bucarest. L'équipe roumaine a retenu les leçons de la déroute subie en 1957 à Bordeaux et présente une défense valeureuse au XV de France. La Roumanie remporte son premier succès face à la France.

### La Tournée 1960 en Argentine
La France retourne en Argentine pour la troisième fois (après 1949 et 1954). Le niveau des Argentins ne s'étant guère amélioré depuis la dernière tournée, les trois tests se solderont par des victoires pour les Bleus, le XV tricolore inscrivant un total de 78 points (dont 17 essais) contre 12 pour les Pumas.
En dehors de ces trois tests, il y eut 10 matchs d'entraînement (dont un face à l'Uruguay gagné 0-59) qui seront autant de victoires.
Cette tournée aura eu pour principal effet de lancer quelques nouveaux joueurs (comme Jean Othats) et de retrouver Pierre Dizabo sur un terrain après dix ans d'arrêt consécutifs à une longue maladie.

## Tableau des matchs
| Date            | Lieu                | Adversaire | Score   | Type              | Équipe et marqueurs |
| --------------- | ------------------- | ---------- | ------- | ----------------- | --- |
| 9 janvier 1960  | Murrayfield         | Écosse     | V 11-13 | Tournoi 5 Nations | Michel Vannier - Lucien Rogé, Arnaud Marquesuzaa, Jacques Bouquet, Serge Méricq - (o) Roger Martine - (m) Pierre Danos - François Moncla (cap), Michel Crauste, Sylvain Meyer - Michel Celaya, Bernard Momméjat - Amédée Domenech, Jean de Grégorio, Alfred Roques 3 essais (Mericq, Monda, Meyer) - 2 transformations (Vannier)                                                     |
| 27 février 1960 | Colombes            | Angleterre | N 3-3   | Tournoi 5 Nations | Michel Vannier - Serge Méricq, Arnaud Marquesuzaa, Jacques Bouquet, Lucien Rogé - (o) Roger Martine - (m) Pierre Danos - Sylvain Meyer, Michel Crauste, François Moncla (cap) - Michel Celaya, Bernard Momméjat - Alfred Roques, Jean de Grégorio, Amédée Domenech 1 pénalité (Vannier)                                                                                              |
| 26 mars 1960    | Cardiff             | Galles     | V 8-16  | Tournoi 5 Nations | Michel Vannier - Jean Dupuy, Guy Boniface, Jacques Bouquet, Serge Méricq - (o) Pierre Albaladejo - (m) Pierre Lacroix - François Moncla (cap), Michel Celaya, Michel Crauste - Hervé Larrue, Jean-Pierre Saux - Alfred Roques, Jean de Grégorio, Amédée Domenech 4 essais (Mericq, Dupuy, Lacroix, Celaya) - 2 transformations (Vannier, Albaladejo)                                 |
| 9 avril 1960    | Colombes            | Irlande    | V 23-6  | Tournoi 5 Nations | Michel Vannier - Jean Dupuy, Jacques Bouquet, Guy Boniface, Henri Rancoule - (o) Pierre Albaladejo - (m) Pierre Lacroix - Michel Crauste, Michel Celaya, François Moncla (cap) - Bernard Momméjat, Hervé Larrue - Alfred Roques, Jean de Grégorio, Amédée Domenech 4 essais (Rancoule, Domenech, Monda, Celaya) - 1 transformation (Bouquet) - 3 drops (Albaladejo)                  |
| 17 avril 1960   | Trévise (Italie)    | Italie     | V 0-26  | Test-match        | Michel Vannier - Henri Rancoule, Guy Boniface, Louis Casaux, Jean Dupuy - (o) Pierre Albaladejo - (m) Pierre Lacroix - Michel Crauste, Sylvain Meyer, François Moncla (cap) - Hervé Larrue, Jean-Pierre Saux - Alfred Roques, Jean de Grégorio, Amédée Domenech 4 essais (Casaux 2, Rancoule, Meyer) - 4 transformations (Vannier) - 2 drops (Albaladejo)                            |
| 5 août 1960     | Bucarest (Roumanie) | Roumanie   | D 11-5  | Test-match        | Michel Vannier - Henri Rancoule, Guy Boniface, Jacques Bouquet, Sylvain Meyer - (o) Pierre Albaladejo - (m) Pierre Lacroix - Michel Crauste, Michel Celaya, François Moncla (cap) - Hervé Larrue, Bernard Momméjat - Amédée Domenech, Jean de Grégorio, Raoul Barrière 1 essai (Monda) - 1 transformation (Vannier)                                                                  |
| 23 juillet 1960 | Buenos Aires        | Argentine  | V 3-37  | Test-match        | Michel Vannier - Jean Dupuy, Guy Boniface, Arnaud Marquesuzaa, Henri Rancoule - (o) Pierre Dizabo - (m) Pierre Lacroix - Michel Crauste, Michel Celaya, François Moncla (cap) - Hervé Larrue, Jean-Pierre Saux - Alfred Roques, Jean de Grégorio, Amédée Domenech 9 essais (Celaya 2, Domenech 2, Boniface, Marquesuzaa, Lacroix, De Gregorio, Larrue) - 5 transformations (Vannier) |
| 6 août 1960     | Buenos Aires        | Argentine  | V 3-12  | Test-match        | Roger Brethes - Jean Othats, Michel Lacome, Guy Boniface, Henri Rancoule - (o) Pierre Dizabo - (m) Pierre Lacroix - Sylvain Meyer, Michel Celaya, François Moncla (cap) - Jean-Pierre Saux, Hervé Larrue - Amédée Domenech, Jean de Grégorio, Alfred Roques 2 essais (Boniface) - 1 pénalité (Brethes) - 1 drop (Dizabo)                                                             |
| 7 août 1960     | Buenos Aires        | Argentine  | V 6-29  | Test-match        | Michel Vannier - Jean Dupuy, Guy Boniface, Roger Martine, Jean Othats - (o) Pierre Dizabo - (m) Pierre Lacroix - François Moncla (cap), Roland Crancée, Michel Crauste - Hervé Larrue, Michel Celaya - Amédée Domenech, Jacques Rollet, Alfred Roques 6 essais (Dupuy 2, Boniface, Dizabo, Lacroix, Crancée) - 4 transformations (Vannier) - 1 drop (Vannier)                        |

## Statistiques individuelles

### Bilan par joueur
| Joueurs            | Club 1959-1960          | Pos.               | Sél. (cap.) | Ess. | Tr. | Pén. | Dp. |
| ------------------ | ----------------------- | ------------------ | ----------- | ---- | --- | ---- | --- |
| Pierre Albaladejo  | * US Dax                | Milieu d'Ouverture | 4           |      | 1   |      | 4   |
| Raoul Barrière     | * AS Béziers            | Pilier             | 1           |      |     |      |     |
| Guy Boniface       | * Stade montois         | Centre             | 7           | 4    |     |      |     |
| Jacques Bouquet    | * CS Vienne             | Centre             | 5           |      | 1   |      |     |
| Roger Brethes      | * AS Saint Sever        | Arrière            | 1           |      |     | 1    |     |
| Louis Casaux       | * Stadoceste tarbais    | Centre             | 1           | 2    |     |      |     |
| Michel Celaya      | * Stade bordelais       | 2e ligne           | 8           | 4    |     |      |     |
| Roland Crancée     | * FC Lourdes            | 3e ligne           | 1           | 1    |     |      |     |
| Michel Crauste     | * FC Lourdes            | 3e ligne           | 8           |      |     |      |     |
| Pierre Danos       | * AS Béziers            | Demi de mêlée      | 2           |      |     |      |     |
| Jean De Grégorio   | * FC Grenoble           | Talonneur          | 8           | 1    |     |      |     |
| Pierre Dizabo      | * Tyrosse RCS           | Demi d'ouverture   | 3           | 1    |     |      | 1   |
| Amédée Domenech    | * CA Brive              | Pilier             | 9           | 3    |     |      |     |
| Jean Dupuy         | * Stadoceste tarbais    | Trois-quarts aile  | 5           | 3    |     |      |     |
| Michel Lacome      | * Section paloise       | Centre             | 1           |      |     |      |     |
| Pierre Lacroix     | * Stade montois         | Demi de mêlée      | 7           | 3    |     |      |     |
| Hervé Larrue       | * US Carmaux            | 2e ligne           | 7           | 1    |     |      |     |
| Arnaud Marquesuzaa | * FC Lourdes            | Centre             | 3           | 1    |     |      |     |
| Roger Martine      | * FC Lourdes            | Demi d'ouverture   | 3           |      |     |      |     |
| Serge Méricq       | * SU Agen               | Trois-quarts aile  | 3           | 2    |     |      |     |
| Sylvain Meyer      | * CA Périgueux          | 3e ligne           | 5           | 2    |     |      |     |
| Bernard Momméjat   | * Cahors rugby          | 2e ligne           | 4           |      |     |      |     |
| François Moncla    | * Section paloise       | 3e ligne           | 9           | 3    |     |      |     |
| Jean Othats        | * US Dax                | Trois-quarts aile  | 2           |      |     |      |     |
| Henri Rancoule     | * RC Toulon             | Trois-quarts aile  | 5           | 2    |     |      |     |
| Lucien Rogé        | * AS Béziers            | Trois-quarts aile  | 2           |      |     |      |     |
| Jacques Rollet     | * Aviron bayonnais      | Talonneur          | 1           |      |     |      |     |
| Alfred Roques      | * Cahors rugby          | Pilier             | 8           |      |     |      |     |
| Jean-Pierre Saux   | * Section paloise       | 2e ligne           | 4           |      |     |      |     |
| Michel Vannier     | * Racing club de France | Arrière            | 8           |      | 17  | 1    | 1   |

### Temps de jeu des joueurs
| Joueurs            |    |    |    | Drapeau : Irlande |    |    |    |    |    | Total |
| ------------------ | -- | -- | -- | ----------------- | -- | -- | -- | -- | -- | ----- |
| Michel Vannier     | 80 | 80 | 80 | 80                | 80 | 80 | 80 | -  | 80 | 640   |
| Lucien Rogé        | 80 | 80 | -  | -                 | -  | -  | -  | -  | -  | 160   |
| Arnaud Marquesuzaa | 80 | 80 | -  | -                 | -  | -  | 80 | -  | -  | 240   |
| Jacques Bouquet    | 80 | 80 | 80 | 80                | -  | 80 | -  | -  | -  | 400   |
| Serge Méricq       | 80 | 80 | 80 | -                 | -  | -  | -  | -  | -  | 240   |
| Roger Martine      | 80 | 80 | -  | -                 | -  | -  | -  | -  | 80 | 240   |
| Pierre Danos       | 80 | 80 | -  | -                 | -  | -  | -  | -  | -  | 160   |
| François Moncla    | 80 | 80 | 80 | 80                | 80 | 80 | 80 | 80 | 80 | 720   |
| Michel Crauste     | 80 | 80 | 80 | 80                | 80 | 80 | 80 | -  | 80 | 640   |
| Sylvain Meyer      | 80 | 80 | -  | -                 | 80 | 80 | -  | 80 | -  | 400   |
| Michel Celaya      | 80 | 80 | 80 | 80                | -  | 80 | 80 | 80 | 80 | 640   |
| Bernard Momméjat   | 80 | 80 | -  | 80                | -  | 80 | -  | -  | -  | 320   |
| Amédée Domenech    | 80 | 80 | 80 | 80                | 80 | 80 | 80 | 80 | 80 | 720   |
| Jean de Grégorio   | 80 | 80 | 80 | 80                | 80 | 80 | 80 | 80 | -  | 640   |
| Alfred Roques      | 80 | 80 | 80 | 80                | 80 | -  | 80 | 80 | 80 | 640   |
| Jean Dupuy         | -  | -  | 80 | 80                | 80 | -  | 80 | -  | 80 | 400   |
| Guy Boniface       | -  | -  | 80 | 80                | 80 | 80 | 80 | 80 | 80 | 560   |
| Pierre Albaladejo  | -  | -  | 80 | 80                | 80 | 80 | -  | -  | -  | 320   |
| Pierre Lacroix     | -  | -  | 80 | 80                | 80 | 80 | 80 | 80 | 80 | 560   |
| Hervé Larrue       | -  | -  | 80 | 80                | 80 | 80 | 80 | 80 | 80 | 560   |
| Jean-Pierre Saux   | -  | -  | 80 | -                 | 80 | -  | 80 | 80 | -  | 320   |
| Henri Rancoule     | -  | -  | -  | 80                | 80 | 80 | 80 | 80 | -  | 400   |
| Louis Casaux       | -  | -  | -  | -                 | 80 | -  | -  | -  | -  | 80    |
| Raoul Barrière     | -  | -  | -  | -                 | -  | 80 | -  | -  | -  | 80    |
| Pierre Dizabo      | -  | -  | -  | -                 | -  | -  | 80 | 80 | 80 | 240   |
| Roger Brethes      | -  | -  | -  | -                 | -  | -  | -  | 80 | -  | 80    |
| Jean Othats        | -  | -  | -  | -                 | -  | -  | -  | 80 | 80 | 160   |
| Michel Lacome      | -  | -  | -  | -                 | -  | -  | -  | 80 | -  | 80    |
| Roland Crancée     | -  | -  | -  | -                 | -  | -  | -  | -  | 80 | 80    |
| Jacques Rollet     | -  | -  | -  | -                 | -  | -  | -  | -  | 80 | 80    |